# Tyler Bertuzzi
Tyler Bertuzzi (Gran Sudbury, Ontario, 24 de febrero de 1995), apodado Bert o Lil' Bert, es un jugador profesional canadiense de hockey sobre hielo que se desempeña en la posición de extremo izquierdo en Toronto Maple Leafs, equipo de la National Hockey League (NHL).

## Carrera
Fue seleccionado en la segunda ronda en la NHL Entry Draft de 2013. En 2016 hizo su debut profesional con el equipo Detroit Red Wings, en el cual jugó siete temporadas (2016-2022), después pasó a Boston Bruins (2022-2023), luego a Toronto Maple Leafs, donde lleva jugando una temporada.